# Micròspora

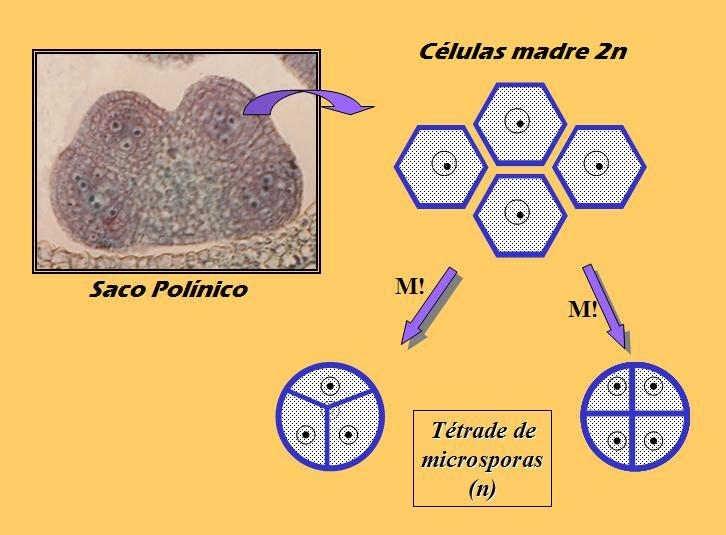
Esquema de la formació de micròspores

La micròspora o microsporòcit és l'espora masculina dels esporòfits de les plantes heterospòriques que són una part dels pteridòfits i els espermatòfits.
Les micròspores es fan a través de la meiosi a partir d'una cèl·lula mare diploide, que forma una tètrada (4) de micròspores haploides. Després de la microgametogènesi, la micròspora esdevé en el gra de pol·len, que és el gametòfit masculí. El gra de pol·len forma el tub polínic per a fecundar el sac embrionari, que és el gametòfit femení.
Les micròspores es formen al sac pol·línic que es troba a l'estam de les angiospermes, en els conus estaminals de les gimnospermes i als microprotal·lus masculins dels pteridòfits heterospòrics.